# Betty Schuurman
Betty Schuurman, née le 31 octobre 1962 à Edam, est une actrice néerlandaise.

## Filmographie

### Cinéma
- 1997 : Karakter : Joba
- 2002 : De tweeling : Mère de Rockanje
- 2003 : Au-delà de la lune : Moniek
- 2005 : Staatsgevaarlijk (nl) : Madame van der Sande
- 2005 : Le Cheval de Saint Nicolas : Tante Cor
- 2007 : Waar is het paard van Sinterklaas? : Tante Cor
- 2008 : Bloedbroeders (nl) : Mère de Riebeeck
- 2009 : Taartman (nl) : Tine van Bommel
- 2009 : The Storm : Madame Haverkamp

### Téléfilms
- 1994 : Bruin Goud (nl) : La femme de Spiekstra
- 1999-2002 : Baantjer : Deux rôles (Adelheid Philps et Jacqueline Jetses)
- 2000 : Oh oh Den Haag : Eva van Tuyll
- 2004 : Wet & Waan (nl) : La mère de Overeem
- 2005 : Grijpstra & De Gier (nl) : Lotte de Wild
- 2005-2006 : Keyzer & De Boer Advocaten : La Juge Mols
- 2007 : Das Leben ein Traum : Koningin Clorilena
- 2008 : Deadline : Tamara Zorgvlied
- 2009 : Annie M.G. (nl) : Trui Schmidt
- 2013 : Van Gogh; een huis voor Vincent : Nelly van Gogh
- 2014 : De Onderkoning : Wilhelmina van Pruisen
- 2016 : Moordvrouw : La Secrétaire d'Etat Maria Wassink
- 2017 : Dokter Tinus : Maria de Vries